# Sierra de Orocopia
La sierra de Orocopia es un cordal montañoso ubicado en el condado de Riverside en el sur de California, al este del valle de Coachella, al occidente de la sierra de Chuckwalla y al sur de la interestatal 10 en el desierto del Colorado. La cadena montañosa se ubica en dirección este-oeste con una longitud de 18 millas. La sierra de Orocopia están al norte del lago de Saltón y al sur del parque nacional de Árboles de Josué, con la sierra del Chocolate al sureste y los cerros de Mecca al noroeste.

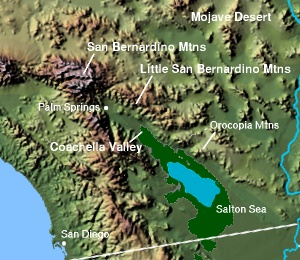
Sierra de Orocopia.